# Jerzy Busza
Jerzy Busza (ur. 6 listopada 1947 w Pabianicach, zm. 10 czerwca 1997 w Radomiu) – polski krytyk sztuki, poeta, publicysta, eseista. Autor wielu publikacji książkowych oraz artykułów o fotografii. Redaktor i wydawca biuletynu Obscura.

## Życiorys
Jego ojcem był chirurg Bernard Busza. Przez całe życie zmagał się z chorobą Little'a, w dzieciństwie miał wykonywać wielogodzinne ćwiczenia. Dzieciństwo i młodość spędził w Kole, gdzie ukończył Liceum Ogólnokształcące im. Kazimierza Wielkiego. Następnie studiował rzeźbę w Państwowej Wyższej Szkole Sztuk Plastycznych w Gdańsku.
Jerzy Busza był krytykiem sztuki i publicystą zajmującym się głównie fotografią – zdecydowana większość jego publikacji to teksty i rozważania ocierające się o fotografię i filozofię. W latach 70. XX wieku współpracował m.in. z kwartalnikiem Kultura, Tygodnikiem Kulturalnym, Miesięcznikiem Literackim, Polityką, oraz z czasopismami Projekt i Sztuka oraz z redakcjami specjalistycznej prasy fotograficznej – m.in. Fotografii i Foto. W latach 1982–1988 był samodzielnym redaktorem pisma (biuletynu) o tematyce fotograficznej – Obscura, kreowanego we współpracy z Radą Federacji Amatorskich Stowarzyszeń Fotograficznych w Polsce. Wielokrotnie uczestniczył w licznych prelekcjach, spotkaniach, sympozjach o tematyce fotograficznej. Był także działaczem Związku Literatów Polskich, pełnił także funkcję rzecznika prasowego spółdzielczości mieszkaniowej w Radomiu. 
Od 1984 roku mieszkał i pracował w Radomiu, gdzie zmarł 10 czerwca 1997 roku. Pod koniec życia zmagał się z alkoholizmem.
Jego imieniem nazwano cykliczną, coroczną imprezę – Random in Radom Festiwal Sztuki im. Jerzego Buszy w Radomiu. We wrześniu 2007 roku w Miejskim Domu Kultury w Kole otwarto poświęconą mu wystawę, która następnie wystawiona była również w Radomiu. W 2009 roku nakładem Wojewódzkiej Biblioteki Publicznej i Centrum Animacji Kultury w Poznaniu wydano tom poezji Poetyckie debiuty Jerzego Buszy, zawierający nieopublikowane wcześniej utwory jego autorstwa. Jego imieniem nazwano galerię w Miejskim Domu Kultury w Kole, odsłonięto także poświęconą mu tablicę pamiątkową.

## Publikacje
- Tablica ogłoszeń – debiut poetycki (Wydawnictwo Morskie. Gdańsk.1979)[16]
- Wobec Fotografii (Wydawnictwo Centralnego Ośrodka Metodyki Upowszechniania Kultury. Warszawa.1981)
- Wobec Fotografów (Wydawnictwo Centralnego Ośrodka Metodyki Upowszechniania Kultury. Warszawa.1981)
- O radości i fotografii – antyporadnik (współautor z Wojciechem Tuszko) – Wydawnictwo Centralnego Ośrodka Metodyki Upowszechniania Kultury (Warszawa 1986)
- Tak zwany poradnik – gawędy o sztuce (Wydawnictwo Centralnego Ośrodka Metodyki Upowszechniania Kultury. Warszawa.1987)
- Wobec Odbiorców Fotografii (Wydawnictwo Centralnego Ośrodka Metodyki Upowszechniania Kultury. Warszawa.1990)

Źródło